# Новая (Елизаветинское сельское поселение)
Но́вая — деревня в Гатчинском муниципальном округе Ленинградской области.

## История
По данным 1966, 1973 и 1990 годов деревня Новая находилась в составе Елизаветинского сельсовета.
В 1997 году в деревне проживали 26 человек, в 2002 году — 50 человек (русские — 80%), в 2007 году — 48.

## География
Деревня расположена в северо-западной части района на автодороге 41А-002 (Гатчина — Ополье).
Расстояние до административного центра поселения, посёлка Елизаветино — 2 км.
Расстояние до ближайшей железнодорожной станции Елизаветино — 2 км.

## Демография
| 2007 | 2010 | 2017 |
| ---- | ---- | ---- |
| 48   | →48  | ↗53  |

### Национальный состав
Согласно данным Всероссийской переписи населения 2021 года в деревне проживали 128 человек, из них:
 русские — 125, азербайджанцы — 1, финны — 1, один человек национальность не указал.